# Susitaival
Il Susitaival (lett. "sentiero del lupo") è un itinerario escursionistico di 90 km in Finlandia che si snoda verso nord dal villaggio di Möhkö fino alle aree palustri del parco nazionale di Patvinsuo, attraversando un territorio costituito perlopiù da arida brughiera, pinete e umide paludi.

## Descrizione
Il sentiero corre vicino al confine russo in alcuni punti, e fu in quest'area che vennero combattute molte delle battaglie della guerra d'inverno e della guerra di continuazione.
Nella regione selvaggia di Ilomantsi sono presenti circa 100 orsi e lupi.